# Leucoloma setosum
Leucoloma setosum är en bladmossart som först beskrevs av J. D. Hooker och William M. Wilson, och fick sitt nu gällande namn av Brotherus 1901. Leucoloma setosum ingår i släktet Leucoloma och familjen Dicranaceae. Inga underarter finns listade i Catalogue of Life.